# Malpartida de la Serena (kommun)
Malpartida de la Serena är en kommun i Spanien.   Den ligger i provinsen Provincia de Badajoz och regionen Extremadura, i den centrala delen av landet, 250 km sydväst om huvudstaden Madrid. Antalet invånare är 628. Huvudort i kommunen är Malpartida de la Serena.